# Юсупов Батир Пулатович
Батир Пулатович Юсупов (17 вересня 1961) — узбецький дипломат. Тимчасовий Повірений у справах Узбекистану в Україні. Директор ринку країн СНД, Східної Європи та Балканських країн північноамериканської корпорації Crane Currency (USA)

## Біографія
Народився 17 вересня 1961 року. Закінчив Ташкентський інститут інженерів іригації та механізації сільського господарства та Всеросійську Академію Зовнішньої Торгівлі . Володіє англійською та російською мовами. Одружений, двоє дітей.
У 1990–1995 — працював на різних керівних посадах в Зовнішньоторговому об'єднанні «Інтералока» Міністерства зовнішньоекономічних зв'язків та торгівлі Республіки Узбекистан.
У 1995–2000 — Заступник Голови Правління Державного Виробництва національної валюти «Давлат белгісі» при Центральному Банку Узбекистану.
У 2000–2007 — Заступник Голови правління Державної Акціонерної Зовнішньо-торгової компанії «Узмарказімпекс» Міністерства зовнішньоекономічних зв'язків інвестицій та торгівлі Республіки Узбекистан.
З 2007 — Радник з торгово-економічних питань Посольства Республіки Узбекистан в Україні.
У 2009–2012 — Тимчасовий Повірений у справах Узбекистану в Україні.
З 2012 - Директор ринку країн СНД, Східної Європи та Балканських країн, Північно-Американської (USA) корпорації Crane Currency 